# Universitätswanderweg
Der vom Sauerländischen Gebirgsverein (SGV) angelegte Universitätswanderweg verbindet die beiden Ruhrgebietsuniversitäten von Bochum und Dortmund. Er verläuft größtenteils in reizvoller Landschaft außerhalb bebauter Gebiete, meist auf dem Stadtgebiet von Witten. Auf einer Länge von etwa 30 km überwindet er Höhenunterschiede von insgesamt ca. 750 m, die sich auf eine Vielzahl kleiner Anstiege verteilen.

## Wegverlauf
Der Weg ist in beiden Richtungen sehr gut markiert mit einem weißen „U“. Lediglich der Einstieg in Bochum ist etwas schwierig zu finden; er liegt an der Lennershofstraße zwischen Universität und Fachhochschule in einem kleinen Waldstück und ist an einem Holzgeländer zu erkennen.
Der Weg durchquert das größte zusammenhängende Waldgebiet Bochums, den Kalwes, hinab zum Kemnader Stausee, dessen Ostende er umrundet. Vorbei an Haus Herbede überquert er die Ruhr, steigt ins Wohngebiet Vormholz um in der Nähe von Burg Hardenstein wieder Wald zu erreichen. Durch das Muttental mit seinem Bergbauwanderweg erreicht man Schloss Steinhausen. Kurz danach passiert er das Steigerhaus, Vereinsheim der SGV-Sektion Witten.
Um auf die rechte Ruhrseite zurückzukehren geht es durch das Siedlungsgebiet Bommern. Durch den Stadtpark von Witten steigt man auf zum Helenenturm und durch eine Senke zum Berger-Denkmal, von wo aus sich das letzte/erste Mal der Blick auf die Ruhr-Uni und über das Ruhrtal öffnet. Das Bergerdenkmal liegt genau 15 Kilometer von den Endpunkten des Weges entfernt.
Längs des Bächens Kohlensiepen und weiterer kleiner Bäche durchquert der Weg den westlichen Teil des Ardeygebirges. Schließlich knickt er in „Auf dem Schnee“ nach Norden ab (am Mallnitzer Weg - Achtung: relativ schlechte Wegmarke). Auf einer Anhöhe unterschreitet man die Hochspannungsleitung Hagen-Dortmund und es öffnet sich das erste/letzte Mal der Blick auf die TU Dortmund. Vorbei an der Zeche Vereinigte Wiendahlsbank und dem S-Bahn Haltepunkt Kruckel (S5 Witten-Dortmund) erreicht man über Felder, gelegentlich besiedeltes Gebiet streifend, das Autobahndreieck A 44/A 45 mit seiner Autobahnpolizeistation. Auf der anderen Seite der Sauerlandlinie geht es über Felder, durch das Wohngebiet Eichlinghofen und schließlich zum Campus Süd der TU Dortmund. Der Weg führt an Studentenwohnheimen vorbei auf den Campus Nord, in unmittelbare Nähe der S-Bahn Station Dortmund-Universität (S1 Dortmund-Düsseldorf).

## Anreise
Da beide Universitäten gut an den öffentlichen Personennahverkehr angebunden sind, stellt die Anreise kein Problem dar. Die Uni Bochum ist mit der U-Bahn-Linie U35 in 10 Minuten vom Bochumer Hauptbahnhof zu erreichen. Die TU Dortmund hat eine eigene Haltestelle an der S-Bahn S1. Die Reise zwischen den Anfangs- und Endpunkt dauert mit S1 und U35 ca. 40 Minuten.